# Windykacja
Windykacja (łac. vindicatio) – w znaczeniu dosłownym dochodzenie roszczeń, obrona konieczna, a nawet zemsta. Od czasów Cesarstwa Rzymskiego funkcjonowała instytucja prawna rei vindicatio, której zadaniem było dążenie do odzyskania rzeczy znajdującej się w posiadaniu osoby nieuprawnionej.
Współcześnie windykacja to dochodzenie własności za pomocą środków określonych w obowiązujących przepisach prawnych. Wbrew niektórym opiniom windykacja jest w pełni legalna i dopuszcza wszelkie działania niełamiące obowiązującego stanu prawnego.

## Podział
Istnieją dwa podziały charakteryzujące czynności windykacyjne. Pierwszy z nich, dzieli się na:
- windykację polubowną polegającą na monitowaniu dłużnika, które ma doprowadzić do spłaty należności.
- windykację sądową dotyczącą przypadków, gdzie brak chęci współpracy ze strony dłużnika – sprowadza się ona do uzyskania sądowego wyroku lub nakazu zapłaty, który uzupełniony w klauzulę wykonalności jest podstawą do egzekucji komorniczej.

Najczęściej spotykany jest on w ofertach kancelarii prawnych.
Drugi podział, usystematyzowany w książce Kazimierza Turalińskiego pt. „Windykacja gospodarcza – podręcznik do nauki zawodu”, wyróżnia:
- windykację polubowną, dzielącą się na tzw. windykację zdalną (telefoniczną, listową) oraz osobistą (spotkania z dłużnikiem, mediacja pomiędzy dłużnikiem a wierzycielem)
- windykację sądową obejmującą uzyskanie przeciwko dłużnikowi tytułu egzekucyjnego (wyroku sądowego, nakazu zapłaty), a następnie opatrzenie go tytułem wykonawczym, tzw. klauzulę wykonalności.
- windykację komorniczną i pokomorniczną, obejmującą pełną obsługę kontaktów z komornikiem (przekazanie egzekucji, nadzór egzekucji, wnioskowanie o egzekucję z konkretnego majątku oraz o licytację mienia ruchomego lub nieruchomości, wznowienie egzekucji), a także poszukiwanie w drodze wywiadu gospodarczego ukrytego majątku dłużnika odpowiedniego do zaspokojenia roszczenia.
- windykację karną, obejmującą prowadzenie postępowania karnego przeciwko nieuczciwemu dłużnikowi w przedmiocie kryminalnego uszczuplenia majątku podlegającego egzekucji, powołania na bazie tegoż majątku nowego podmiotu gospodarczego, udaremnienia wyroku sądu lub równie często na wcześniejszym etapie powstawania wierzytelności oszustwa na szkodę wierzyciela.

Powyższy podział najczęściej spotykany jest w praktyce kancelarii prawno-detektywistycznych.
Większość dużych przedsiębiorstw posiada własne działy zajmujące się odzyskiwaniem należności. Są one często wspomagane lub zastępowane przez szereg wyspecjalizowanych, zewnętrznych firm windykacyjnych.
W praktyce w Polsce odzyskiwanie wierzytelności drobnych kończy się na windykacji polubownej, która polega na wysyłaniu do dłużników różnego rodzaju, różnie formułowanych pism, w których nakłania się go do spłacenia powstałego zadłużenia. Poza pismami wyspecjalizowane firmy korzystają również z call center, którego odpowiednio wyszkoleni pracownicy kontaktują się z dłużnikiem celem nakłonienia dłużnika do polubownej spłaty zadłużenia, np. w formie ugody.
Takie postępowanie jest tańsze i w pewnej ilości wypadków szybsze od masowego wytaczania spraw sądowych (za każdą sprawę trzeba zapłacić bez względu na to, czy wierzytelność jest ściągalna).

## Miękka windykacja
Miękka windykacja jest standardowym procesem windykacyjnym z tym, że windykatorzy są bardziej wyrozumiali i ulegli wobec dłużników. Miękka windykacja to także metoda stosowana przez biura informacji gospodarczej, która rozpoczyna się od wysłania wezwania do zapłaty z ostrzeżeniem o zamiarze przekazania informacji o zobowiązaniu dłużnika do jednego z biur informacji gospodarczej (w Polsce działają obecnie następujące biura: BIG InfoMonitor, Krajowy Rejestr Długów Biuro Informacji Gospodarczej, ERIF Biuro Informacji Gospodarczej). Jeśli dłużnik nie spłaci należności, kolejnym krokiem jest wpis do prowadzonego przez biuro informacji gospodarczej rejestru.
Z miękką windykacją spotykają się najczęściej dłużnicy, których zadłużenie powstało stosunkowo niedawno. Nie ma więc potrzeby wykorzystywania większej presji na dłużniku niż zwykłe upomnienie i prośba o przyspieszenie terminów płatności. W przypadku twardej windykacji, windykatorzy stosują ostrzejsze sankcje windykacyjne jak np. skierowanie sprawy na drogę postępowania sądowego, wpis do rejestru prowadzonego przez biuro informacji gospodarczej, wywiad detektywistyczny i gospodarczy, wizyty windykatorów terenowych.

## Twarda windykacja
W przypadku „twardej windykacji” windykatorzy posługują się o wiele bardziej poważnymi sankcjami prawnymi i moralnymi niż w przypadku „miękkiej windykacji”, np. postępowanie sądowe, egzekucyjne, a nawet karne. Twarda windykacja dotyczy jedynie tzw. dłużników trudnych, którzy od dłuższego czasu opóźniają się z zapłatą. Niektórzy windykatorzy nie podzielają rozdziału na miękką i twardą windykację.

## Narzędzia windykacyjne
- wpis do biur informacji gospodarczej
- wywiad gospodarczy
- giełdy wierzytelności